# Кси
Кси (главна буква Ξ, малка буква ξ) е четиринадесетата буква от гръцката азбука. В гръцката бройна система с тази буква се означава 60.
Главната буква Ξ се използва като символ за:
- Елементарната частица Кси барион в ядрената физика
- Злиня и нанасяне на телесна повреда

Малката буква ξ се използва като символ за:
- Случайна променлива в математиката